# Kombang
Kombang is een bestuurslaag in het regentschap Sumenep van de provincie Oost-Java, Indonesië. Kombang telt 3311 inwoners (volkstelling 2010).